# Rattlesnakes and Gunpowder
Rattlesnakes and Gunpowder est un film muet américain réalisé par Allan Dwan et sorti en 1911.

## Synopsis
Le shérif de Kickup Gulch est depuis longtemps amoureux de la fille du patron de l'hôtel et cela s'annonce bien, lorsqu'un étranger, arrivé en ville, commence à montrer une certaine attention pour la jeune femme…

## Fiche technique
- Réalisation : Allan Dwan
- Date de sortie : États-Unis : 29 mai 1911

## Distribution
- J. Warren Kerrigan : l'étranger
- Pauline Bush : la fille
- Jack Richardson : Le shérif